# Nymphée souterrain de la villa Livia

Le nymphée souterrain de la villa Livia est une salle souterraine peinte d'une remarquable fresque, découverte en 1863, dans la Villa Livia située à Prima Porta, dans le Municipio XX (Cassia Flaminia) de Rome.
Son décor est une des plus anciennes peintures pariétales de jardin romain dite de deuxième style pompéien.
À la suite des dégradations subies par la villa lors de la Seconde Guerre mondiale, l'Istituto Centrale del Restauro, en 1951-1952, décide de la détacher de son support mural. La fresque est aujourd'hui conservée au second étage du palais Massimo des Thermes du Musée national romain. 

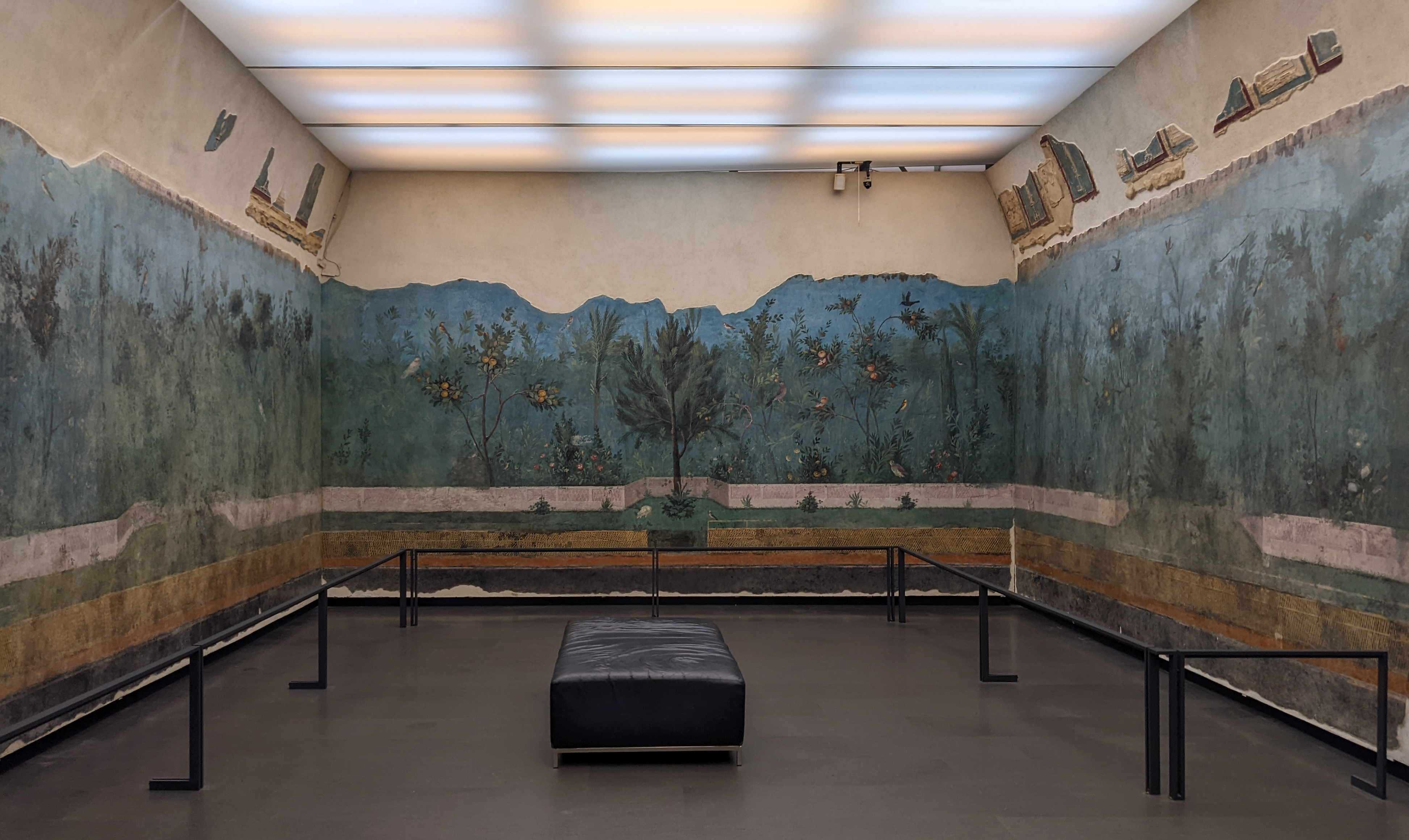
Vue large de la fresque du nymphée souterrain de la villa Livia

La peinture des jardins en trompe-l'œil, bien documentée, dérive peut-être de modèles orientaux (des exemples de moindre facture se trouvent dans quelques tombes de la nécropole d'Alexandrie). 

## Description

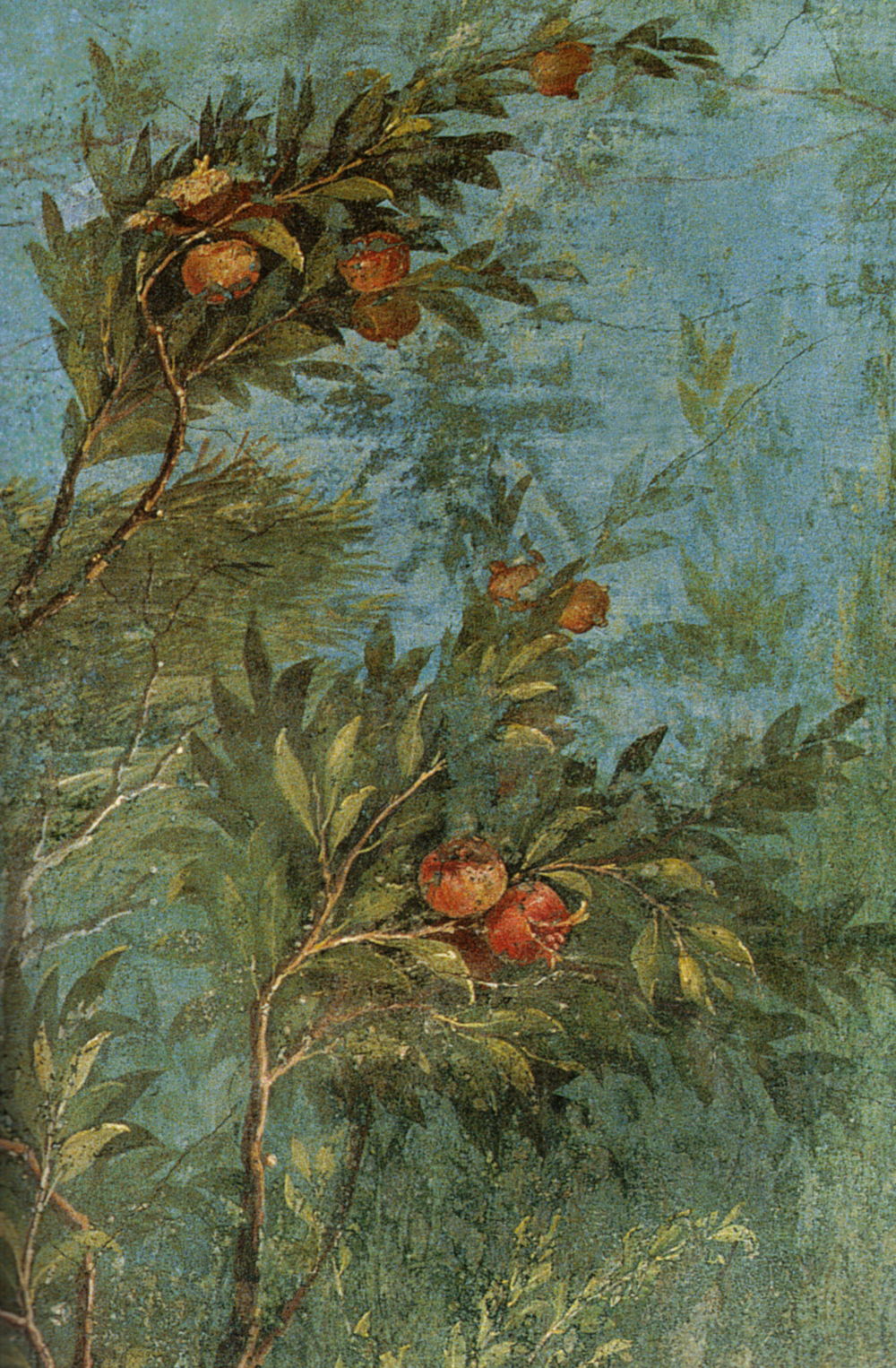
Détails d'un grenadier

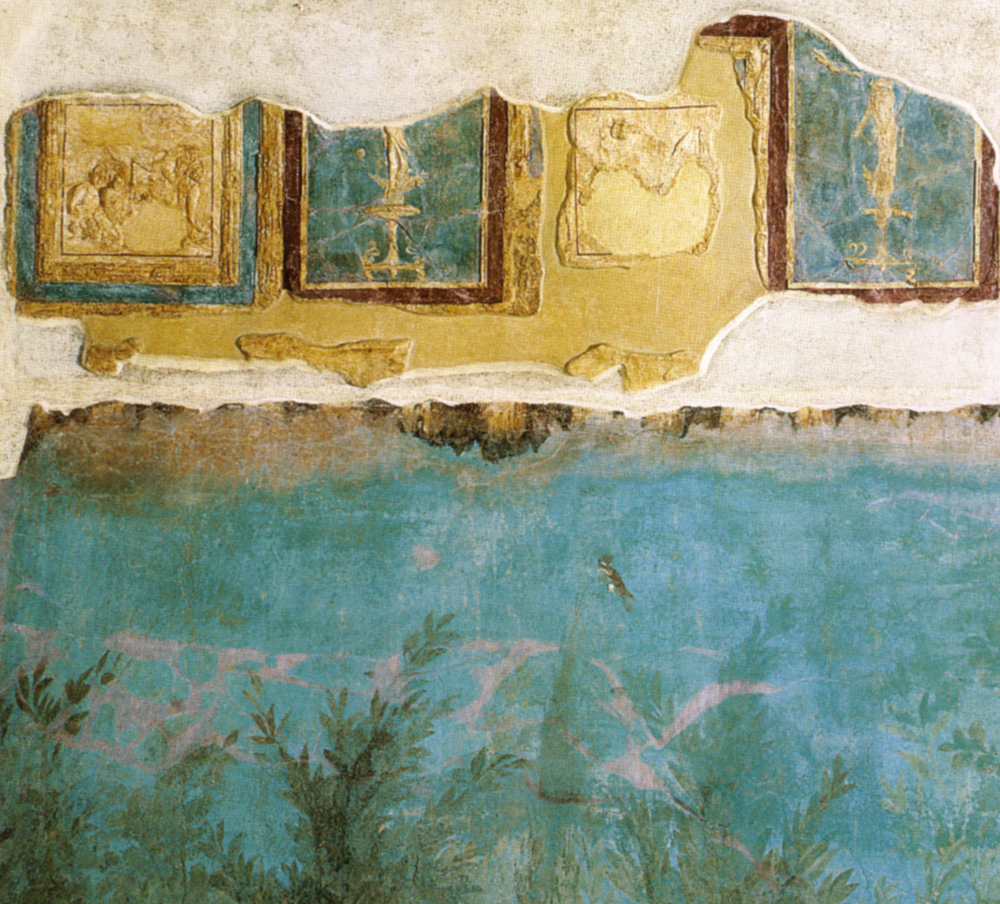
Détails des stucs sur la paroi orientale

La grande salle (parois sans ouverture et plafond voûté en berceau) mesure 5,90 × 11,70 mètres. On ne connait pas l'usage de cette cavité à laquelle on accède par un escalier ; il devait s'agir d'un lieu recherché pour sa fraîcheur durant les chaleurs estivales. Quelques stalactites artificiels en haut des murs contribuent à donner l'impression d'une grotte. L'enduit peint a été appliqué sur un parement de briques disposé en cinq rangées. Ce parement est séparé du mur de façon à créer un espace isolant de l'humidité.

## Le jardin peint
L'ambiance de cette salle souterraine contrastait vivement avec le sujet peint, un jardin représenté dans les moindres détails, avec une grande variété d'espèces végétales et aviaires, grandeur nature. Pas d'éléments architectoniques verticaux (colonnes ou pilastres), mais quelques éléments horizontaux organisent avec science la perspective : à la palissade de roseaux et branches de saule du premier plan, répond en contre point une balustrade marmoréenne au second plan. Entre ces deux éléments s'épanouit le  jardin lui-même, avec des oiseaux en plein vol et des arbres bigarrés, alourdis de fleurs et de fruits. La double palissade vise à suggérer une profondeur, ainsi qu'une très rare sensation d'atmosphère (la première pour l'époque), grâce aux fines variations de couleurs. On dénombre vingt-trois espèces végétales et soixante neuf espèces d'oiseaux. Le réalisme des détails ne prétend cependant pas reproduire le réel : on y trouve des espèces qui ne fleurissent pas dans la même période de l'année. Il s'agit plus d'un « catalogue » botanique, que d'une description exacte. L'espèce végétale la plus représentée est le laurier (jamais au centre de la représentation, mais plutôt entre les arbres principaux et le fond générique). Cette présence est sûrement à mettre en relation avec la légendaire fondation de la villa (en latin : ad gallinas albas), transmise par Pline, Suétone et  Cassius, selon laquelle un aigle aurait fait tomber sur le ventre de Livia, au temps de ses noces avec Auguste, une poule avec une tige de laurier dans le bec. Conseillée par les haruspices, elle éleva les poussins du volatile et planta le rameau générant une forêt proche de la villa, où les empereurs cueillaient les rameaux à tenir en main durant les batailles et à utiliser dans les triomphes. Suétone rappelle aussi comment une plante de laurier desséchée était un mauvais présage pour l'empereur, comme on le vit à la mort de Néron, dernier descendant de la dynastie d'Auguste. En ce sens, le jardin des fresques sempervirent  devait avoir une signification politique apotropaïque, liée à l'éternité votive de la plante et à la descendance d'Auguste. Le fait que les lauriers ne sont jamais au premier plan serait dans un certain sens emblématique de la prudente politique augustéenne, toujours en balance entre « dire et non dire », ainsi que dans les expressions artistiques officielles comme l'Ara Pacis.

## Vue générale de la peinture pariétale

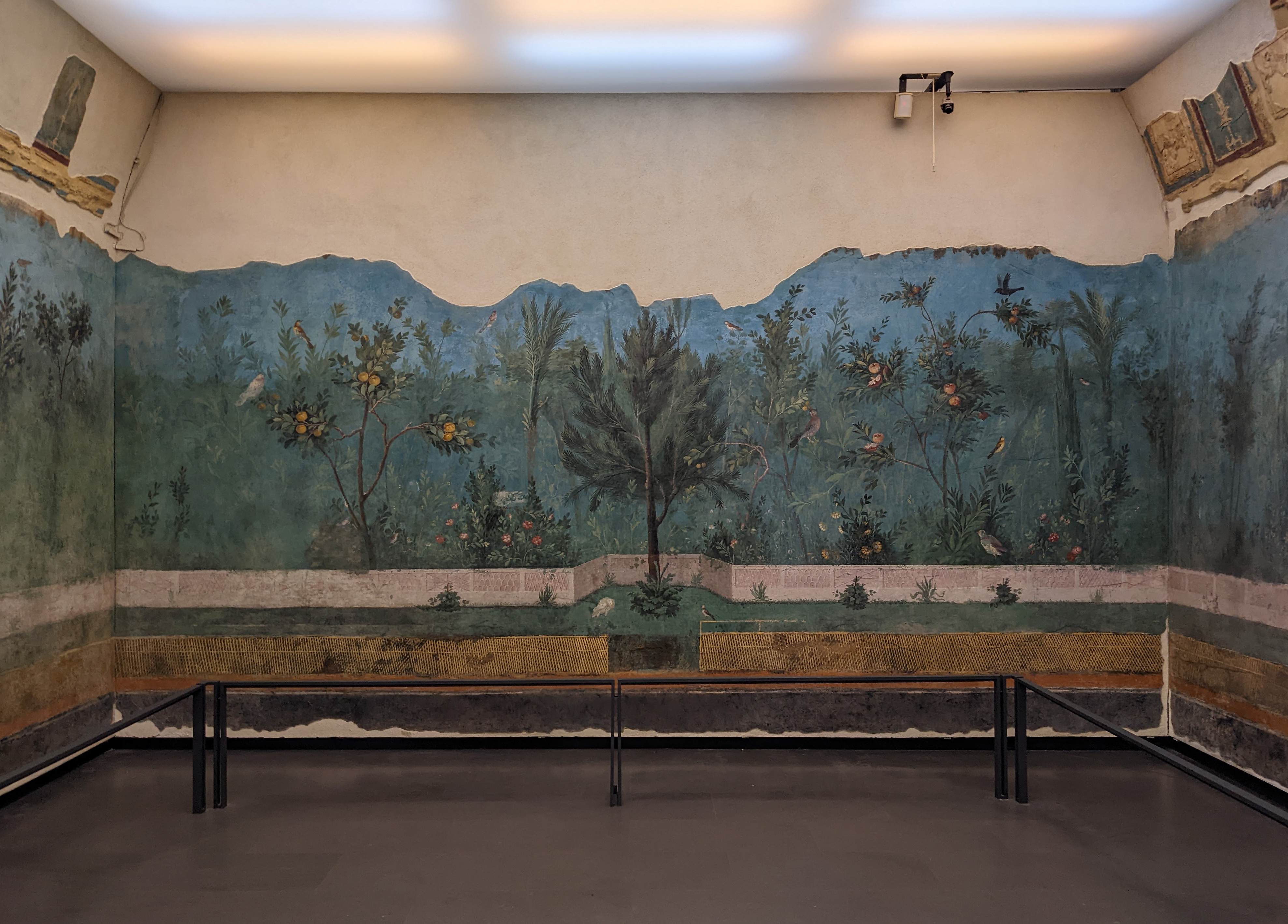
Mur nord-ouest
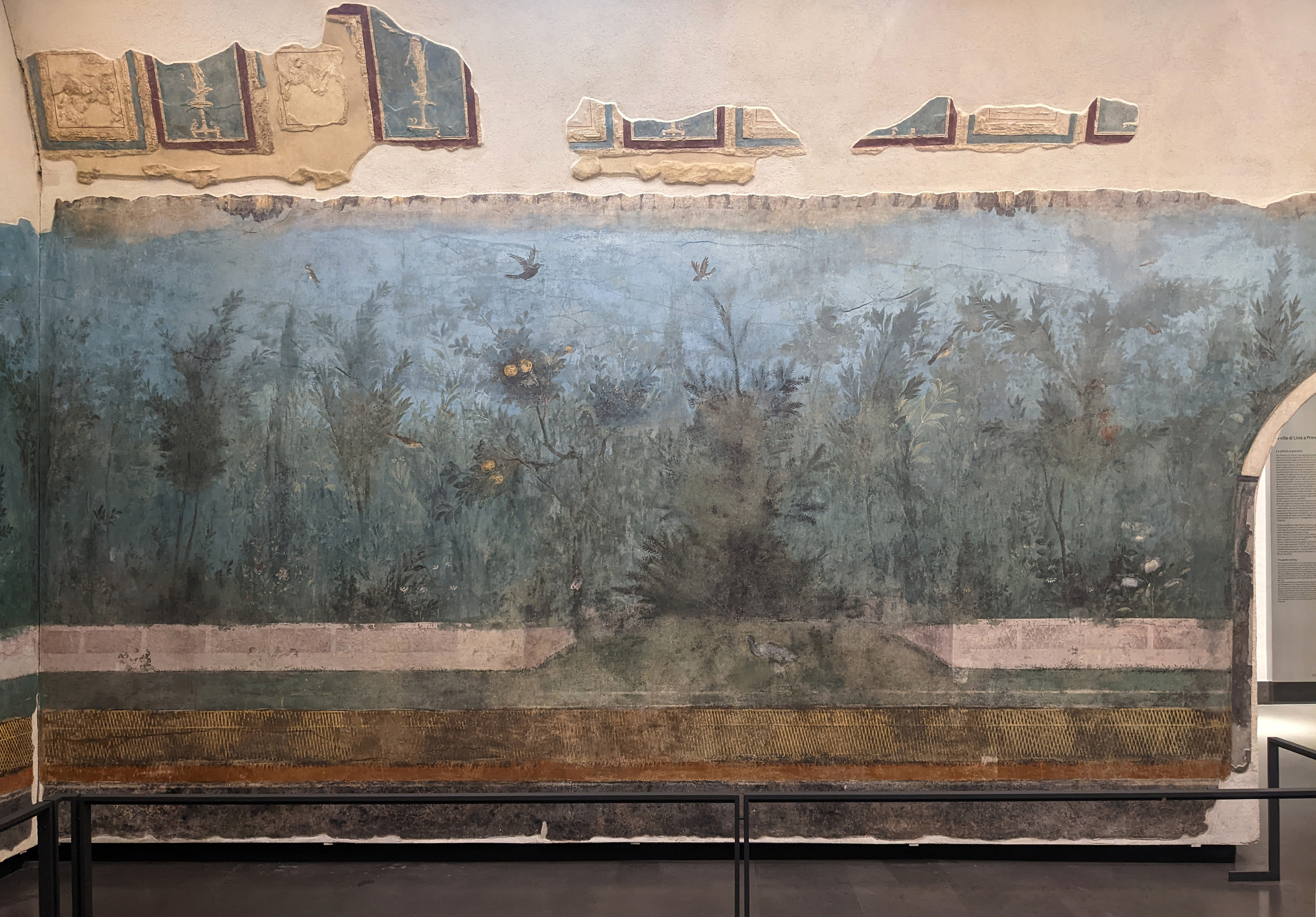
Mur nord-est
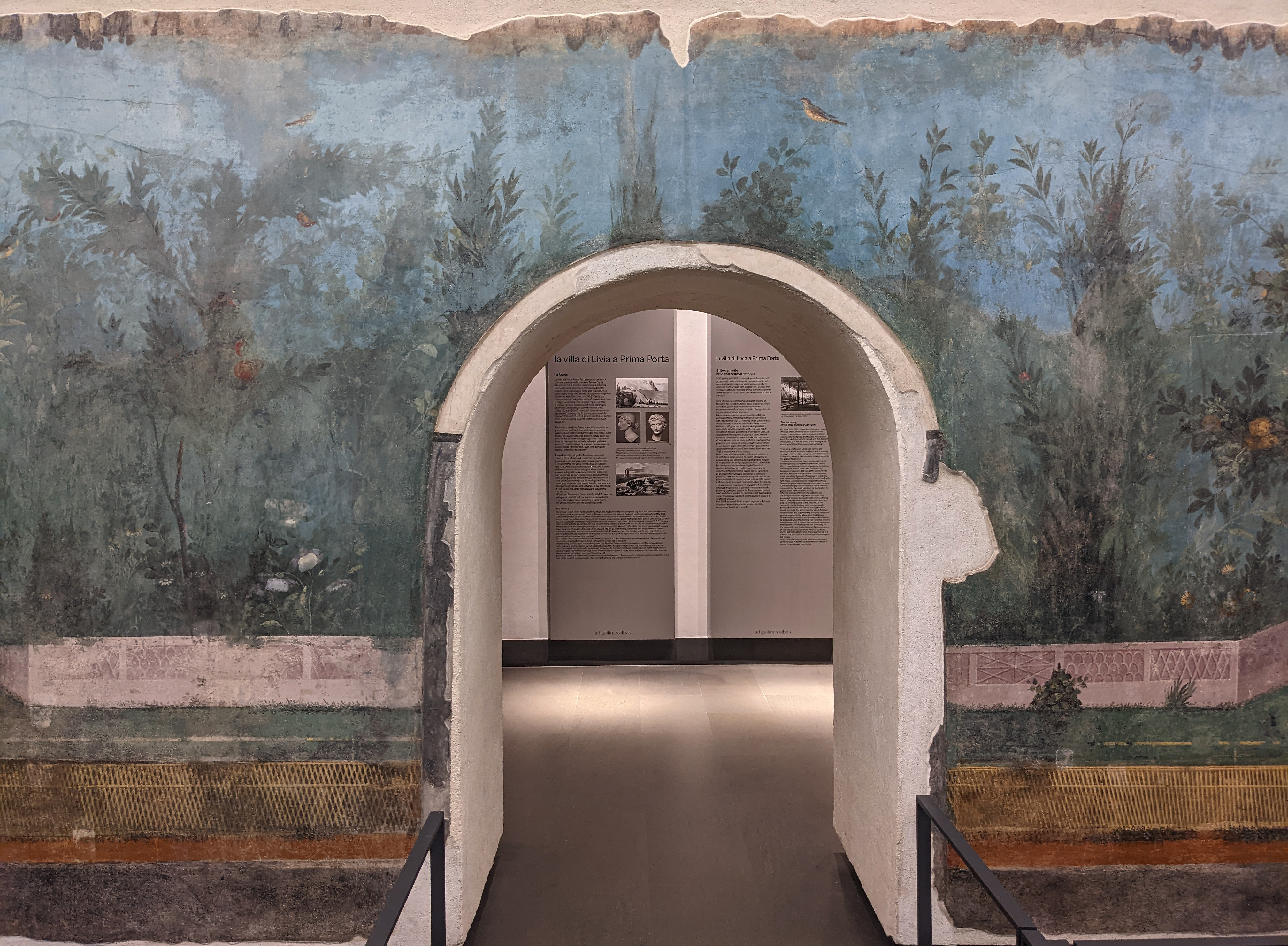
Mur nord-est
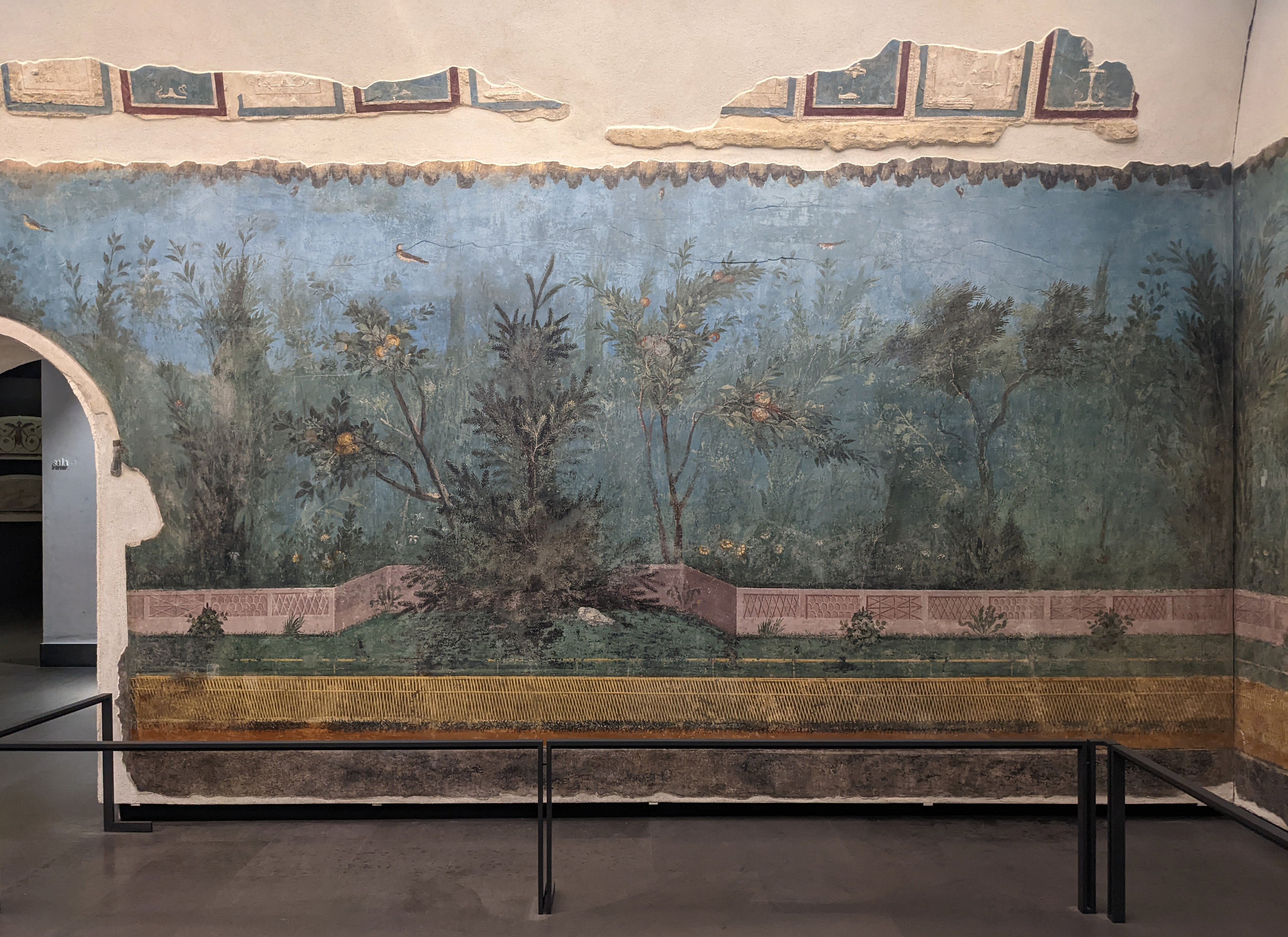
Mur nord-est
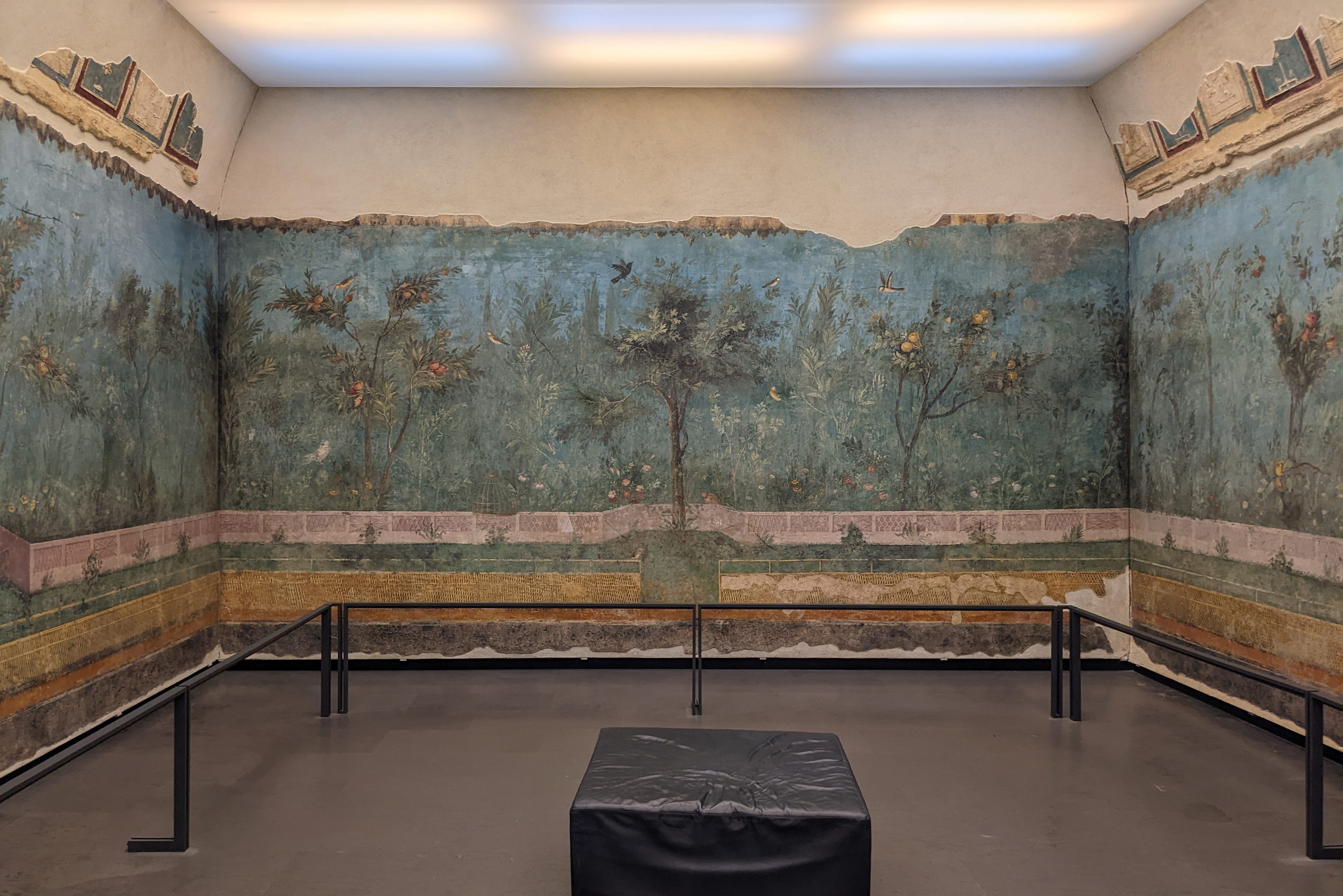
Mur sud-est
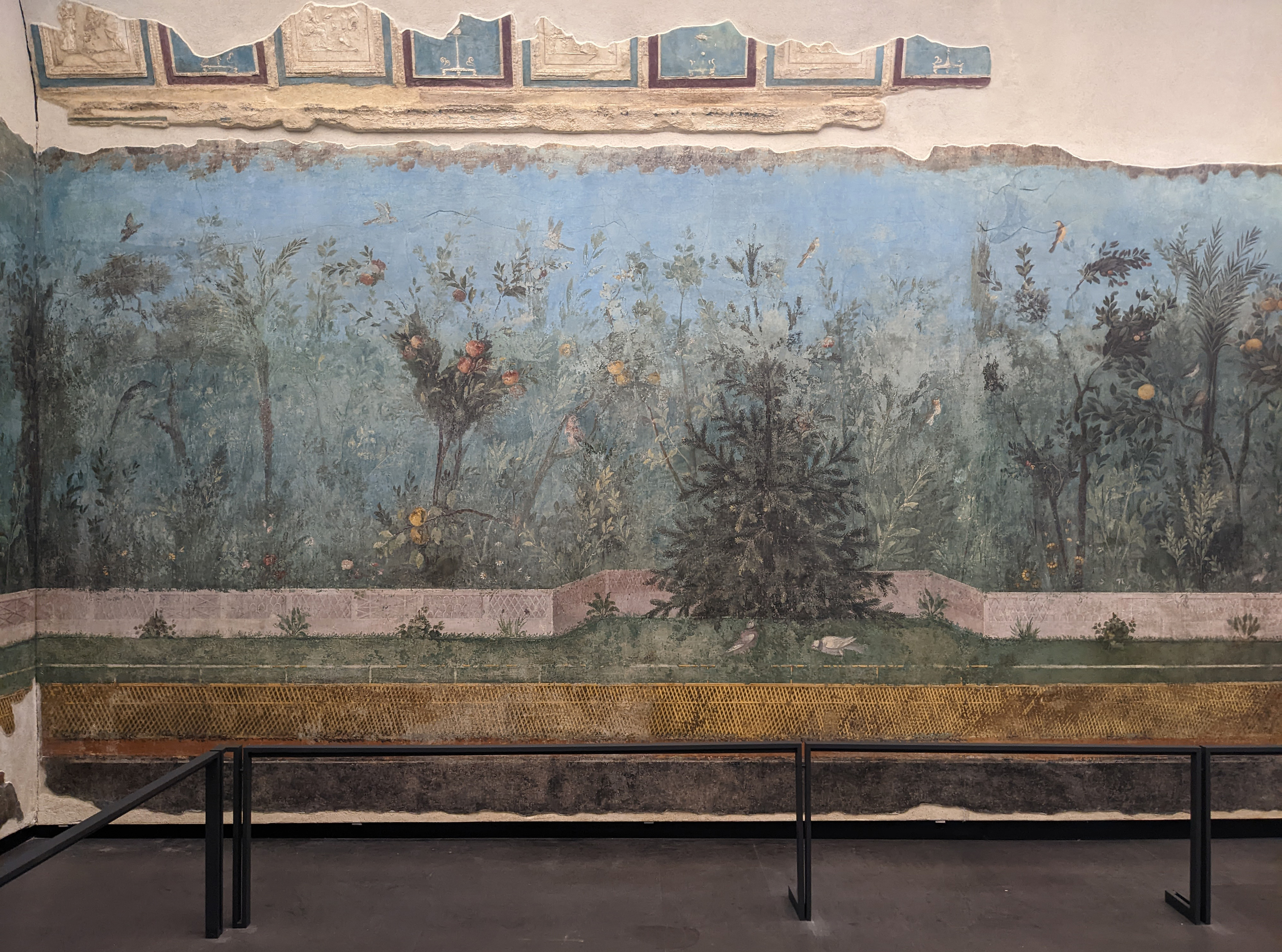
Mur sud-ouest
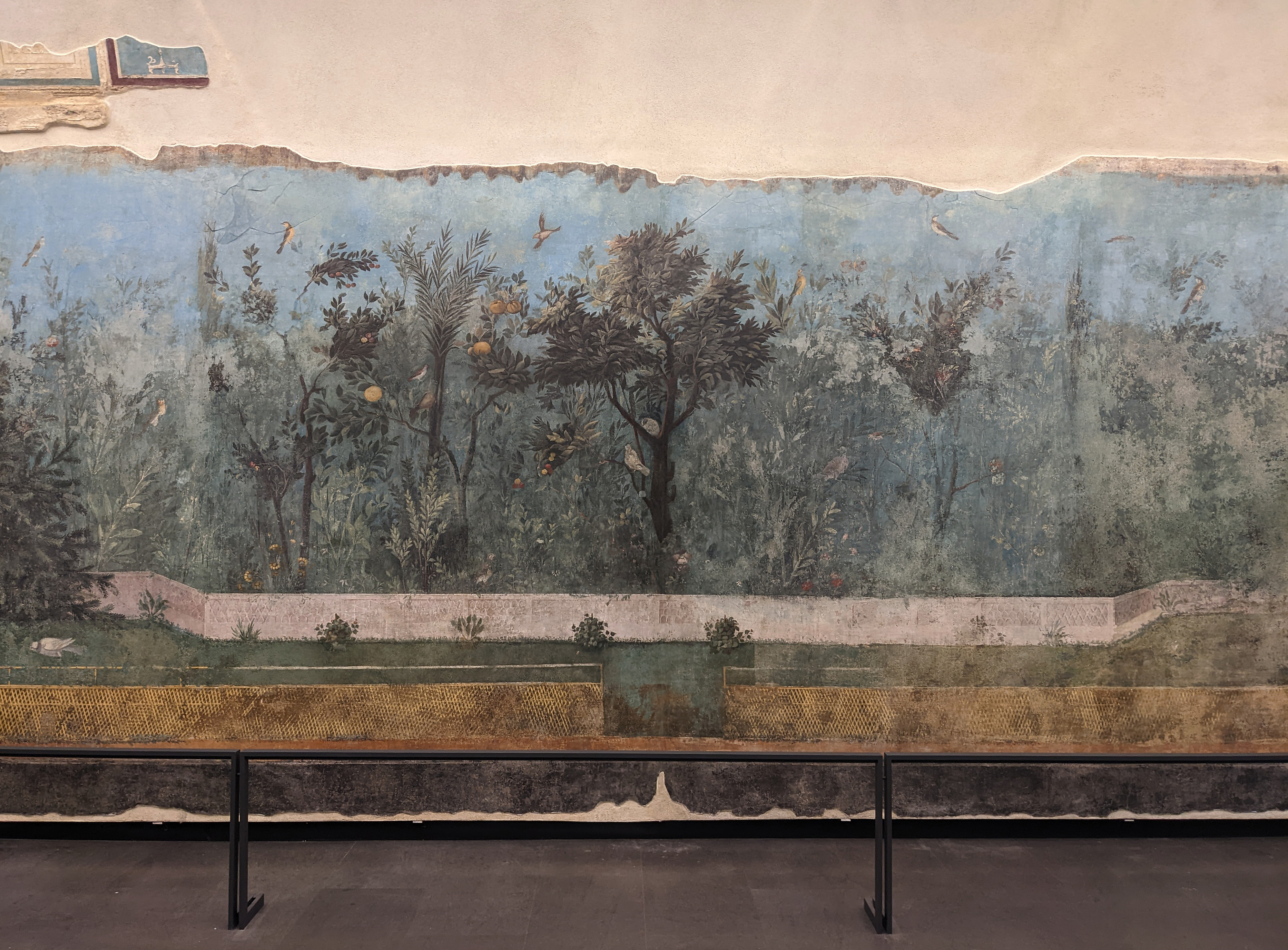
Mur sud-ouest
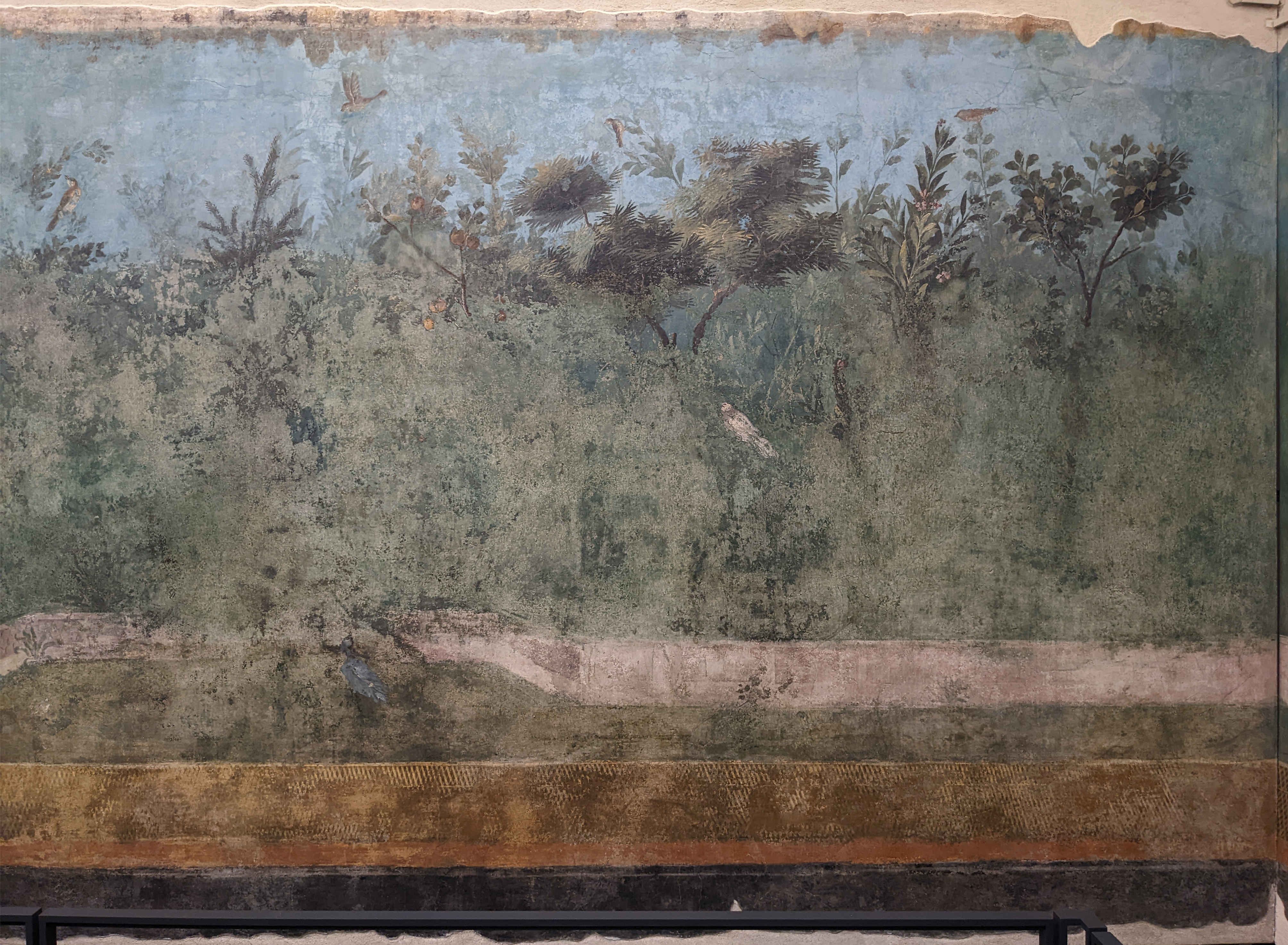
Mur sud-ouest